# Aeroportul Pangborn Memorial
Aeroportul Pangborn Memorial (IATA: EAT, ICAO: KEAT, FAA LID: EAT) este un aeroport din Washington, Statele Unite ale Americii ce deservește zona Wenatchee⁠(d). Aeroportul a fost tranzitat în 2019 de 129.238 de pasageri. A fost deschis în 1941.
Situat la o altitudine de 381 m, aeroportul dispune de 1 pistă.

## Infrastructură

### Piste
Aeroportul dispune de o singură pistă. Pista 12/30 are suprafața de asfalt și dimensiunile 7.000 picioare × 150 picioare. 